# Adam White (volleybalster)
Adam White (Brisbane, 8 november 1989) is een Australisch volleyballer, gespecialiseerd als buitenaanvaller.

## Sportieve successen

### Club
Nederlands Kampioenschap:
- 2012
- 2011

Frankrijk SuperCup:
- 2015

CEV Cup:
- 2017

Duits Kampioenschap:
- 2018, 2019

Nederlands SuperCup:
- 2019[2]